# Родниковое (электростанция)
«Родниковое» — солнечная электростанция мощностью 7,5 МВт, расположенная возле села Родниково в Крыму. Состоит из 32 600 модулей. Занимает 15 гектар. Построена австрийской компанией «Activ Solar». Выработка электроэнергии станцией позволяет сократить выбросы углекислого газа до 7 842 тонн в год. Годовая выработка составляет 9,683 млн кВт⋅ч. Электроэнергия обеспечивает близлежащие села: Родниково, Аркадьевку, Кубанское и Новый Мир.